# E. Allen Emerson
Ernest Allen Emerson (n. 2 iunie 1954, Dallas, Texas, SUA – d. 15 octombrie 2024, Austin, Texas, SUA) a fost  un informatician american, cunoscut pentru dezvoltarea conceptului de model checking, ca metodă de verificare formală a proiectelor informatice. A primit Premiul Turing în 2007, împreună cu Edmund Clarke și Joseph Sifakis.